# Glacier Franz Josef/Kā Roimata o Hine Hukatere
Le glacier Franz Josef/Kā Roimata o Hine Hukatere est un glacier long de 12 km situé dans l'Ouest de l'île du Sud de la Nouvelle-Zélande.
Avec le glacier Fox/Te Moeka o Tuawe, situé à 20 km vers le sud et le glacier Melchior, il descend des Alpes du Sud jusqu’à moins de 300 m d'altitude. Le fleuve Waiho émerge de la partie terminale du glacier.
La zone entourant le glacier fait partie du secteur de Te Wāhipounamu, un site classé au Patrimoine mondial.
Son nom occidental est en l'honneur de François-Joseph Ier d'Autriche.

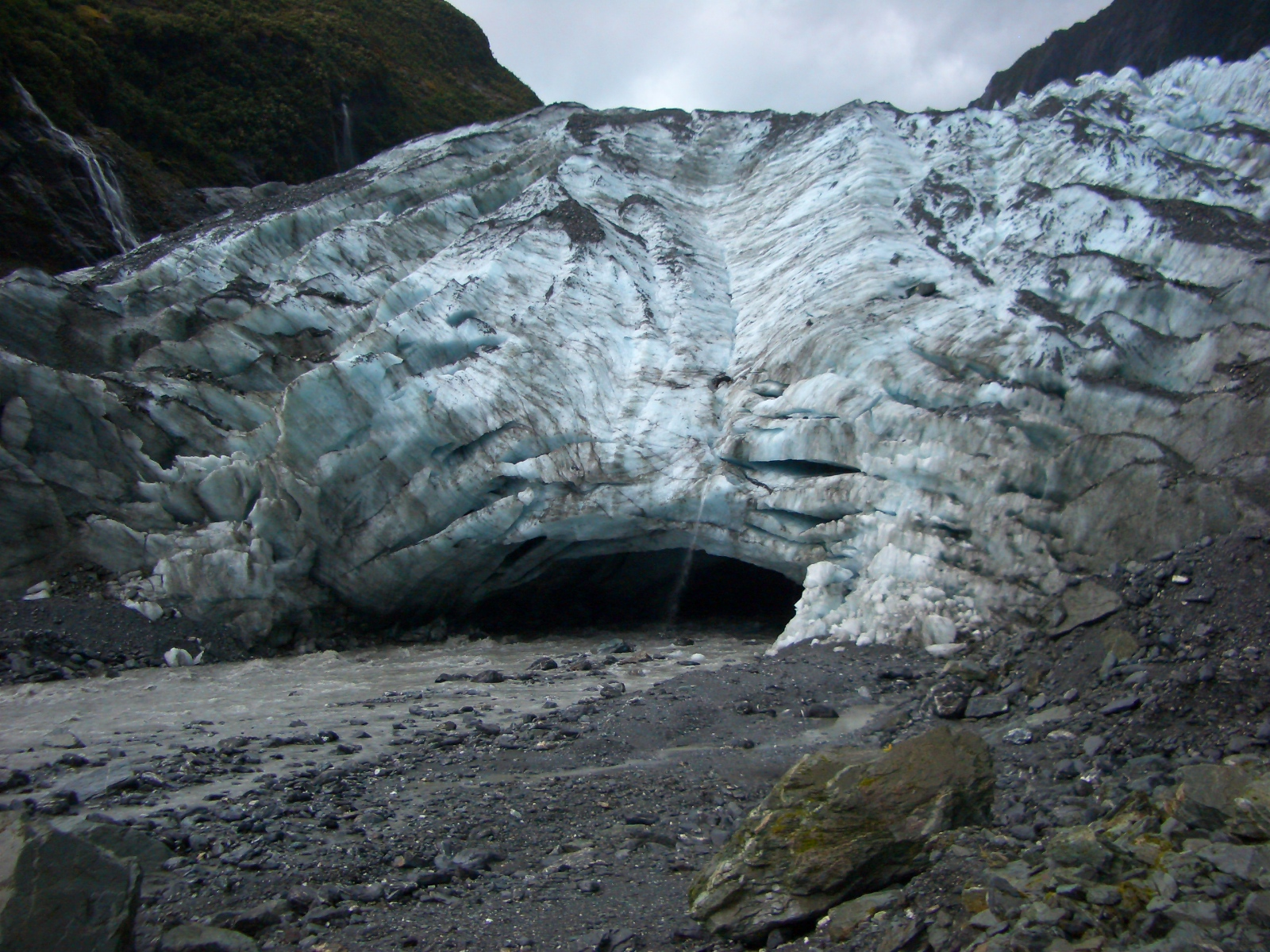
Vue du front glaciaire formant une grotte de glace.

## Toponymie
La première description par les Européens d'un des glaciers de la West Coast (présumé être le glacier Franz Joseph) figure dans le journal de bord du navire Mary Louisa en 1859. Le glacier a été nommé en 1865 d’après le nom de l’empereur d’Autriche François-Joseph Ier par l’explorateur allemand, Julius von Haast. Le nom māori pour le glacier est Ka Roimata o Hine Hukatere (« les larmes de Hine Hukatere »), provenant de la légende locale, qui dit qu’Hine Hukatere aimait à grimper dans la montagne et persuada son amour, Wawe, de grimper avec lui. Wawe était un grimpeur moins expérimenté qu’Hine Hukatere mais aimait l’accompagner jusqu’à ce qu’une avalanche fauche Wawe du sommet en entraînant sa mort. Hine Hukatere eut le cœur brisé et ses très nombreuses larmes s’écoulèrent de la montagne et gelèrent donnant naissance au glacier. Son nom en maori a été officiellement accolé en 1998.

## Avancées et retraits

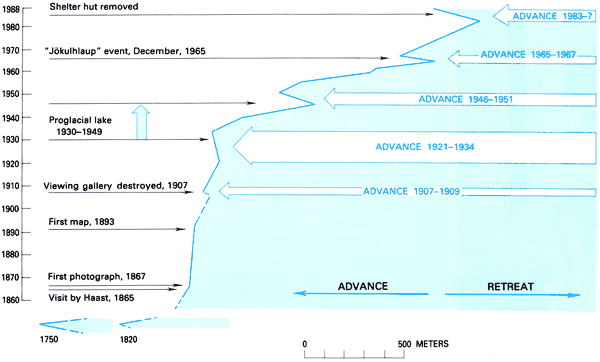
Variations historiques de la position de l’extrémité du glacier et des événements qui leur sont associés.

Le glacier est habituellement long de 12 km et se termine à 19 km de la mer de Tasman. Le glacier s’est rétracté depuis la dernière glaciation, où il s’étendait probablement dans la mer, il y a 10 000 à 15 000 ans. Il est alimenté par un large champ de neige de 20 km2 à haute altitude. Il présente une activité cyclique formée d’avancées et de retraits, conditionnée par la différence entre le volume d’eau de fonte au pied du glacier et le volume de neige alimentant le névé sommital.
Le glacier avança rapidement durant le petit âge glaciaire, atteignant un maximum au début du XVIIIe siècle. Après un retrait de plusieurs kilomètres entre 1940 et 1980, le glacier entra en 1984 dans une phase d’avancée et progressa alors à la vitesse phénoménale (pour les standards des glaciers) de 70 cm par jour. Ce flux est environ 10 fois celui des glaciers habituels.
Le comportement cyclique a été bien illustré par un timbre postal édité en 1946, décrivant la vue de l’église anglicane St James. L’église fut construite en 1931 avec une verrière panoramique donnant sur l’autel pour tirer avantage de sa situation. En 1954, le glacier avait disparu de la vue de l’église mais il réapparut dans le champ de vue en 1997. Ceci est dû aux conditions très variables du champ de neige 5 à 6 ans avant, qui entraînèrent un changement dans la position du front glaciaire.
Le glacier était toujours dans une phase d’avancée jusqu’en 2008 mais, depuis, il est entré dans une phase de retrait rapide. Comme c’est le cas pour la plupart de tous les autres glaciers de Nouvelle-Zélande, qui se trouvent principalement sur le versant oriental des Alpes du Sud, le processus de fonte est attribué au réchauffement climatique.
Ceci a quelques conséquences fâcheuses et a créé quelques incidents de débâcles glaciaires, ou jökulhlaup (inondation par le flux d’eau, qui remplissait un tunnel de glace formé dans le glacier), avec la destruction en 1989 d’un pont sur la route d’accès au glacier.
En se basant sur les variations constatées dans le passé, les scientifiques prévoient que le glacier va se rétracter de 5 km et perdre 38 % de sa masse d’ici 2100 dans un scénario de réchauffement moyen.

## Tourisme

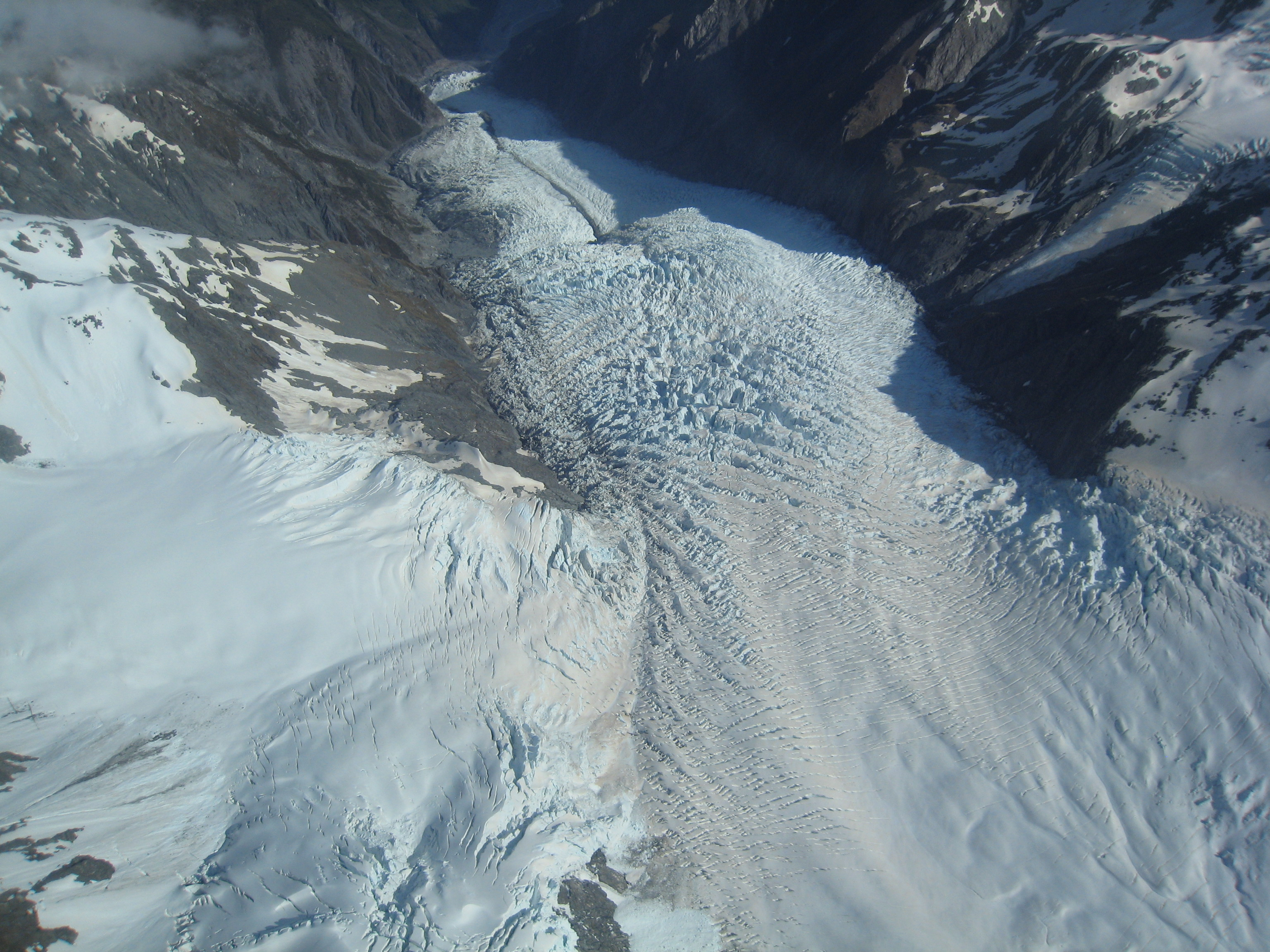
Vue aérienne plongeant vers le glacier.

La zone du glacier est l’une des principales attractions touristiques de la région de la West Coast, avec environ 250 000 visiteurs par an et jusqu’à 2 700 personnes par jour en 2007. Les randonnées avec ou sans guide, vers ou sur le glacier, sont possibles. Toutefois, depuis avril 2012, toute promenade sur le glacier nécessite une autorisation de survol en hélicoptère pour atteindre la langue terminale instable du glacier. Les randonnées sur le glacier nécessitent aussi de posséder des équipements spécialisés, et en particulier un piolet et des crampons. Ceux-ci sont habituellement fournis par les tours opérateurs.
Comme la partie de marche sur le glacier prend beaucoup de temps, quelle que soit la randonnée entreprise et se termine devant les premières cascades de glace (une chute d’eau gelée, s’étalant en plusieurs longueurs vers les terres situées en dessous), de nombreux touristes réservent des vols en hélicoptère. Ils sont possibles par le biais des nombreuses compagnies aériennes, qui habituellement permettent de déposer leurs clients entre la première et la seconde chute de glace, pour une promenade guidée d’une à deux heures à travers le champ de glace. Bien que le paysage glaciaire change pratiquement tous les jours, du fait du flux anormalement rapide du glacier, certaines randonnées comprennent des passages à travers des tunnels de glace, qui sont toujours considérés comme assez sécurisés, bien que quelque peu fatigantes.

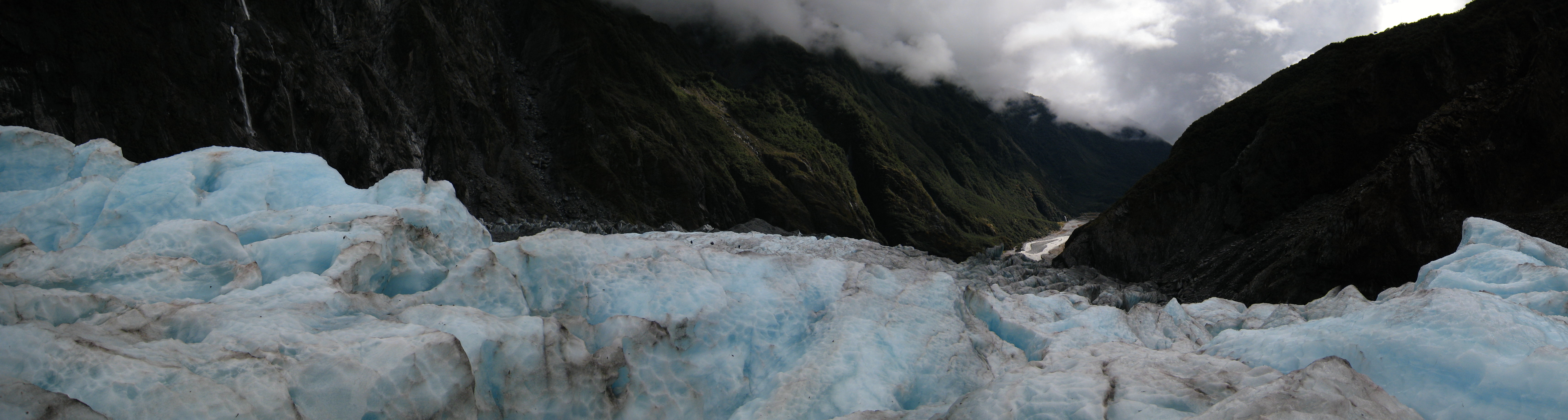
Vue panoramique du glacier.

En juin 2010, un touriste australien est mort d’une attaque cardiaque durant le parcours guidé sur le glacier,.
À l’entrée de la vallée se trouve le village de Franz Josef, d'une population permanente d’environ 330 résidents. Il est situé à 5 km du glacier sur la route State Highway 6 /SH 6 et comporte une station-service fournissant de l’essence, un petit héliport très actif, de nombreux logements pour les touristes (avec jusqu’à 2 000 personnes y passant la nuit durant la haute saison) et un certain nombre de restaurants et de magasins. Juste au sud du village, une route stabilisée conduit de la route principale jusque dans la vallée du glacier, où l’on trouve un parc de stationnement. Plusieurs petites promenades partent de la route de la vallée et du parc à voiture et il est aussi possible de faire confortablement du vélo à partir de Franz Josef, jusqu’au parc de stationnement.

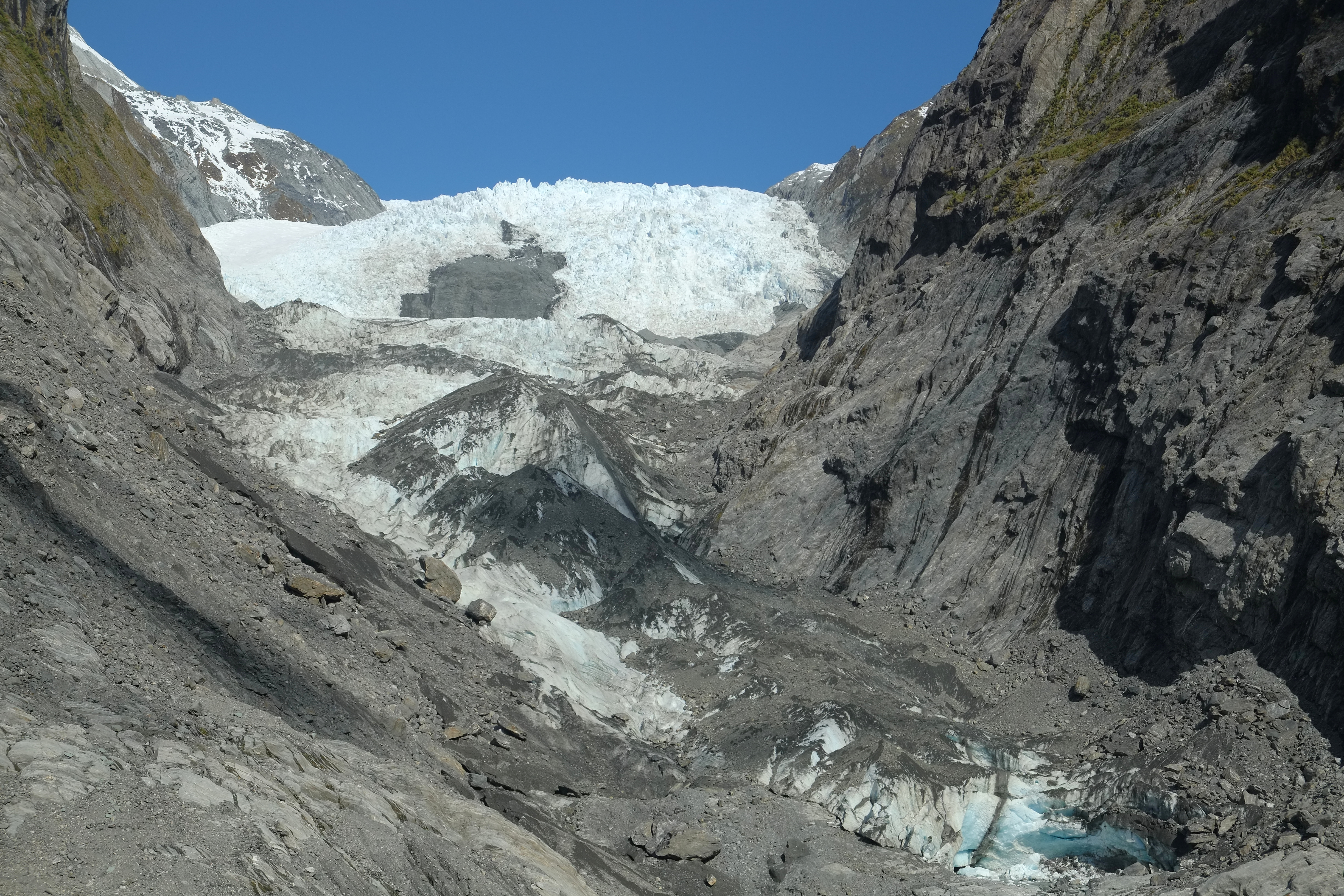
Vue de la langue terminale du glacier depuis la fin de la promenade dans la vallée en 2014.

Jusqu’en 2015, la randonnée dans la vallée se terminait par un point de vue à environ 50 m de la langue terminale principale du glacier. Depuis environ 2012, le front glaciaire est devenu trop dangereux pour son approche et des panneaux d’avertissement mettent en garde contre le franchissement des barrières de sécurité, délimitant le point de vue panoramique.
Une option alternative pour bien voir le glacier est offerte par le circuit d’une journée de 8 heures, qui grimpe à 1 303 m d'altitude à Alex Knob, surplombant le glacier et sa vallée s’étalant en dessous. Le chemin jusqu'à Alex Knob est d’un bon niveau de randonnée mais est très fatigant du fait de la montée très abrupte de 1 100 m de dénivelé et est considéré comme « relevé » du fait de la durée de la randonnée.